# 옥스네렐라속
옥스네렐라속(Oxnerella)은 육질태양충류에 속하는 원생생물 속의 하나이다. 옥스네렐라 마리티마(Oxnerella maritima)를 포함하고 있다.